# Brian Krzanich

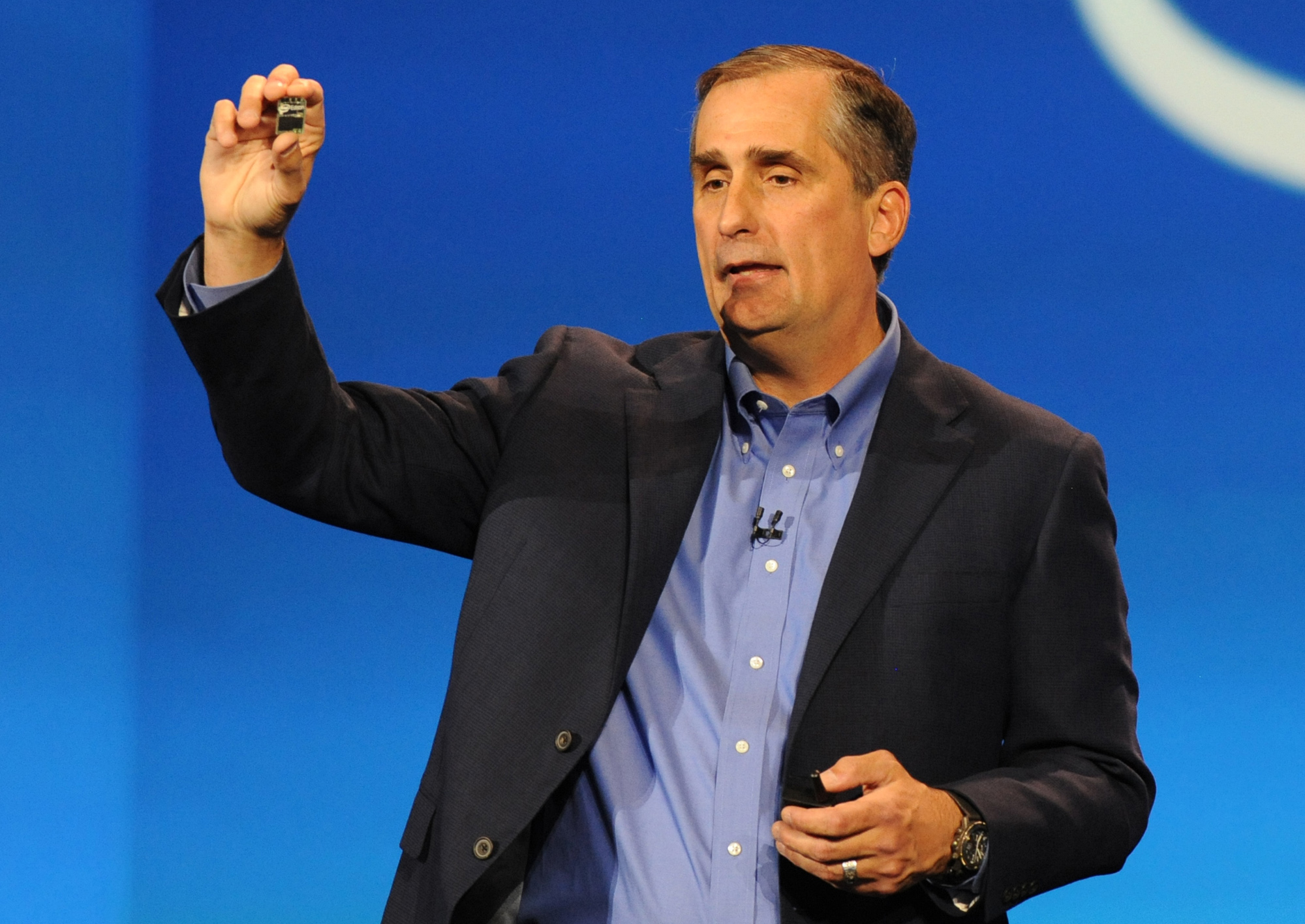
Brian Krzanich (2014)

Brian Matthew Krzanich (* 9. Mai 1960 im Santa Clara County, Kalifornien) ist ein US-amerikanischer Manager. Er war von 2013 bis 2018 Intels CEO.

## Leben
Krzanich studierte Chemie an der San José State University. 1982 erhielt er eine Anstellung bei Intel. Als Nachfolger von Paul Otellini wurde er im Januar 2015 dessen Chief Executive Officer.
Vom 16. Mai 2013 bis zum 21. Juni 2018 war er Intels CEO. Anfang 2018 wurde bekannt, dass Intelchips von einer weitreichenden Sicherheitslücke betroffen sind. Gleichzeitig wurde bekannt, dass Krzanich im November 2017 alle seine Intel-Aktien bis auf ein verpflichtendes Mindestvolumen verkauft hatte. Die Sicherheitslücke war bei Intel spätestens im Juni 2017 bekannt; die Verkaufsabsicht wurde pflichtgemäß im Oktober publiziert. Im Juni 2018 trat Krzanich als CEO und von seinem Posten im Verwaltungsrat zurück, weil er eine Beziehung zu einer Mitarbeiterin gehabt hatte. Ein unternehmensinterner Verhaltenskodex verbietet Führungskräften Beziehungen zu Untergebenen.
Im Juni 2016 stoppte Krzanich eine in seinem Haus in Atherton (Kalifornien) geplante Fundraising-Kampagne für den damaligen Präsidentschaftskandidaten Donald Trump. Er ist verheiratet und hat zwei Kinder.